# Life's Coming in Slow
Life's Coming in Slow is een nummer van de Britse alternatieve rockband Nothing but Thieves uit 2022. Het is afkomstig van de soundtrack van het racespel Gran Turismo 7.
"Life's Coming in Slow" is met 2:49 een voor Nothing but Thieves-begrippen kort nummer, maar wel met de schurende gitaren die men gewend is van de band. Hoewel het nummer nergens de officiële hitparades bereikte, was de aandacht voor de single in Nederland wel groot. Zo werd het 3FM Megahit en bereikte het 10e positie in de Verrukkelijke 15 van NPO Radio 2.

## Nummers
- Muziekdownload

1. "Life's Coming in Slow" - 2:49